# Kasteel Cartils
Kasteel Cartils is een kasteel gelegen aan de weg Wijlre-Wittem, op het grondgebied van de voormalige gemeente Wijlre in een landelijke omgeving vlak bij de oevers van de Eyserbeek. Even verderop komen de Eyserbeek, Geul en Gulp bij elkaar. In de buurt van het kasteel bevindt zich de buurtschap Cartils. In 1574 had Lodewijk van Nassau hier zijn hoofdkwartier bij zijn poging om Maastricht te veroveren.

Achter het kasteel ligt nog steeds het talud van de tramlijn Maastricht - Vaals die ook station Wijlre-Gulpen aandeed.

## Beschrijving
Het huidige, zeventiende-eeuwse, rechthoekige gebouw heeft aan de voorzijde op een hoekpunt een zogenaamd arkeltorentje en aan de achterzijde bevindt zich een grote ronde toren die uit omstreeks 1500 dateert. Het hoofdgebouw is in 1883 ingrijpend gewijzigd.

## Naam
De naam is afgeleid van het Latijnse "cortile", hetgeen zoveel betekent als "behorend bij een curtis".

## Geschiedenis
In de Romeinse tijd heeft op deze locatie misschien een militaire vesting gestaan. De reden van het bestaan van deze vesting was dat deze plek een strategisch gunstige plaats was vlak bij de kruising van belangrijke Romeinse heirwegen.
In de vroege middeleeuwen stond op deze plek een grote hoeve die de zetel was van de heerlijkheid met dezelfde naam. De bewoners, de heren van Cartils, moesten verantwoording afleggen aan hun bisschop. Omdat hun keizer echter erg ver weg woonde konden ze verder vrijwel ongestoord hun gang gaan en hadden regelmatig conflicten met hun directe buren, de heren van Wijlre en de heren van Wittem.
Het eerste kasteel is waarschijnlijk in de 13e eeuw gebouwd. Het oudste gedeelte van het huidige kasteel is de ronde toren uit 1500.

## Bewoners en eigenaren
De voornoemde heren van Cartils bewoonden het kasteel tot 1792. Vrijwel geen enkel kasteel in Limburg werd zo lang door dezelfde familie bewoond. De eerste heer van Cartils was Theodor van Eyneburg de Cartils, baron van Cartils en kanunnik van het St.-Servaaskapittel te Maastricht, die Eyneburg verkreeg en mogelijk met een dochter van Herman I Heer van Eynenburg en Wijlre was gehuwd en vervolgens met Elisabeth van Printhagen uit Geleen. Theodor Cartils droeg hetzelfde Familie wapen als de Heer Theodor van Lynden en was zeer waarschijnlijk zijn zoon. Hun zoon Ivo huwde met Elisabeth Hoen van de Broich, de dochter van de Voerendaalse familie Hoen. Hun nazaten noemden zich vervolgens "Hoen de Cartils". De laatste Hoen de Cartils, Maximiliaan, werd na het zoveelste grensconflict met de heren van Wijlre, door de schepenen van Aken tot de orde geroepen. De dochter van Maximiliaan stierf in 1772 kinderloos. Zij vermaakte Cartils aan graaf Jacques-Ignace de Liedekerke te Maastricht. Deze had echter weinig interesse in het kasteel, dat daardoor leeg kwam te staan en ten prooi viel aan zwervers en geboefte (o.a. leden van de bokkenrijders).
Na de Franse inval in de Nederlanden rond 1800 werd Cartils onderdeel van de nieuwe gemeente Wijlre. De Liedekerke bleef tijdens de Franse overheersing echter de eigenaar. Na zijn dood kocht Christiaan Frijns in 1847 het kasteel. Zijn zoon Johann Theodor Frijns trouwde, 56 jaar oud in 1884 met de 22-jarige Maria Ida Kirsch. Twee maanden later werd hun dochter Elisabeth Frijns geboren die in 1907 met kantonrechter Carolus Janssen de Limpens (1881-1960) trouwde. Hun zoon, de historicus Karel Janssen de Limpens (1909-1980), heeft de geschiedenis van Cartils vastgelegd.
Tegenwoordig is het kasteel privé-eigendom. Het is niet voor bezichtiging toegankelijk. De diverse gebouwen en enkele andere onderdelen van het complex vormen afzonderlijke rijksmonumenten.

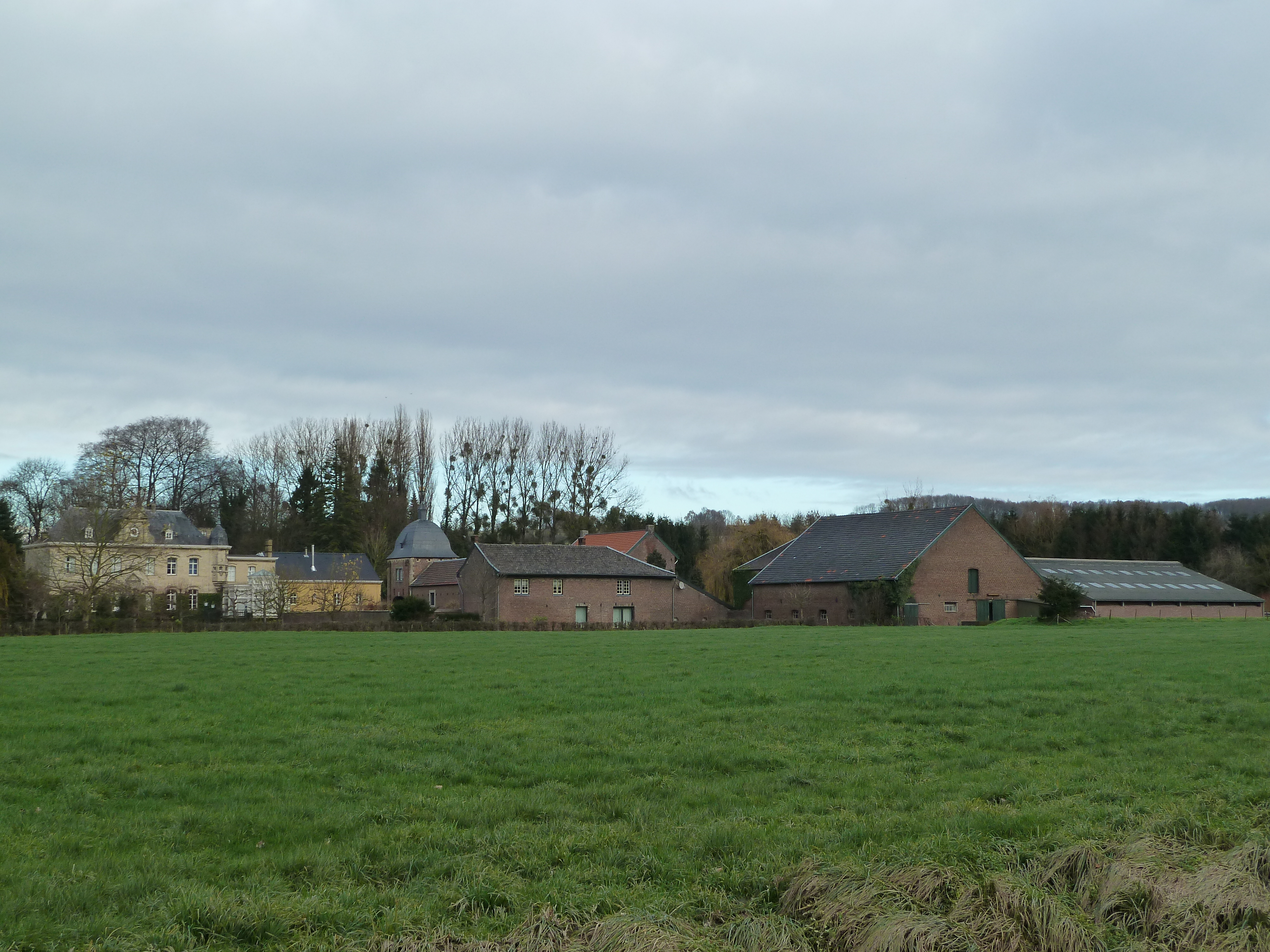
Totale complex
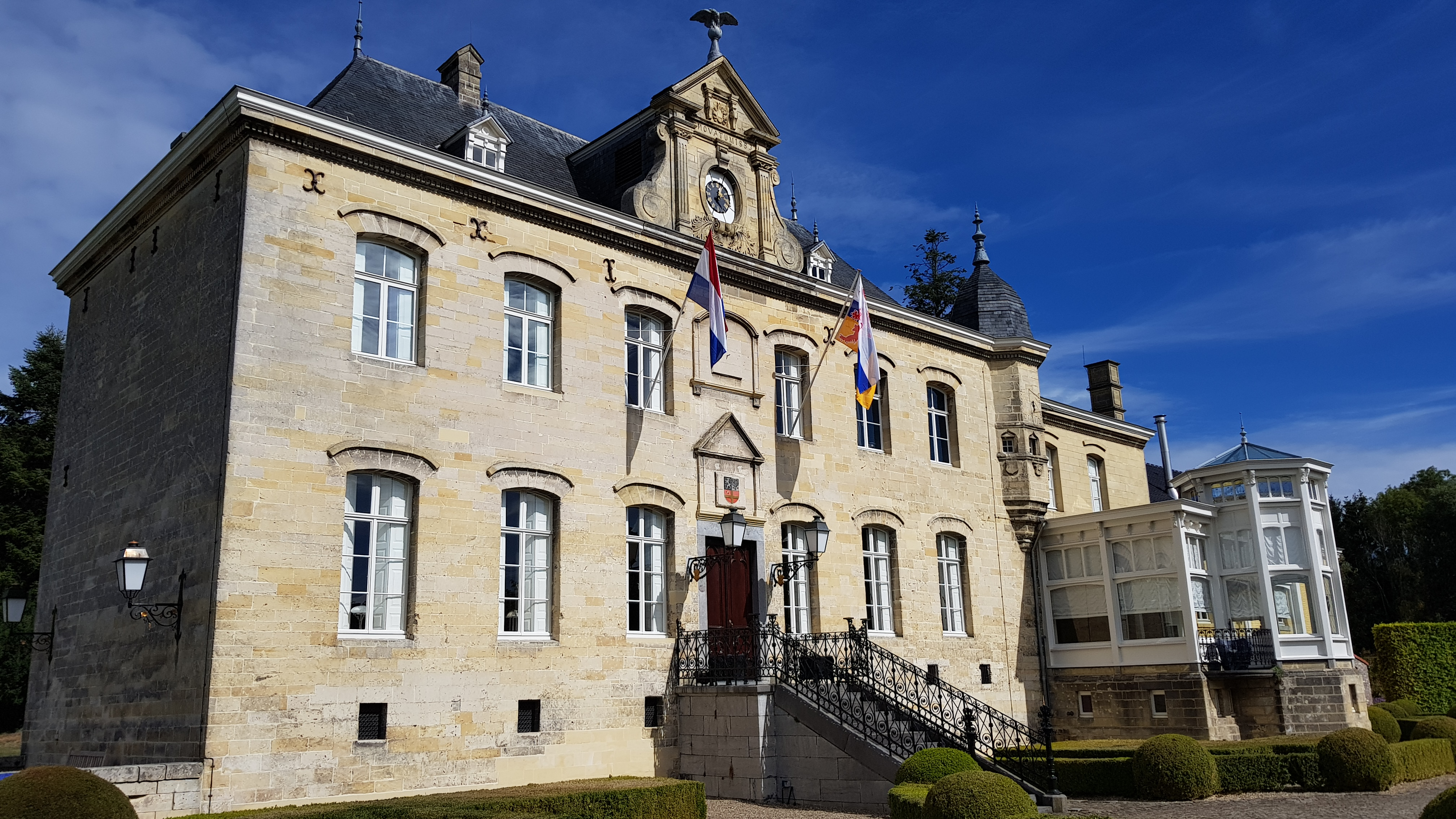
Voorkant hoofdgebouw
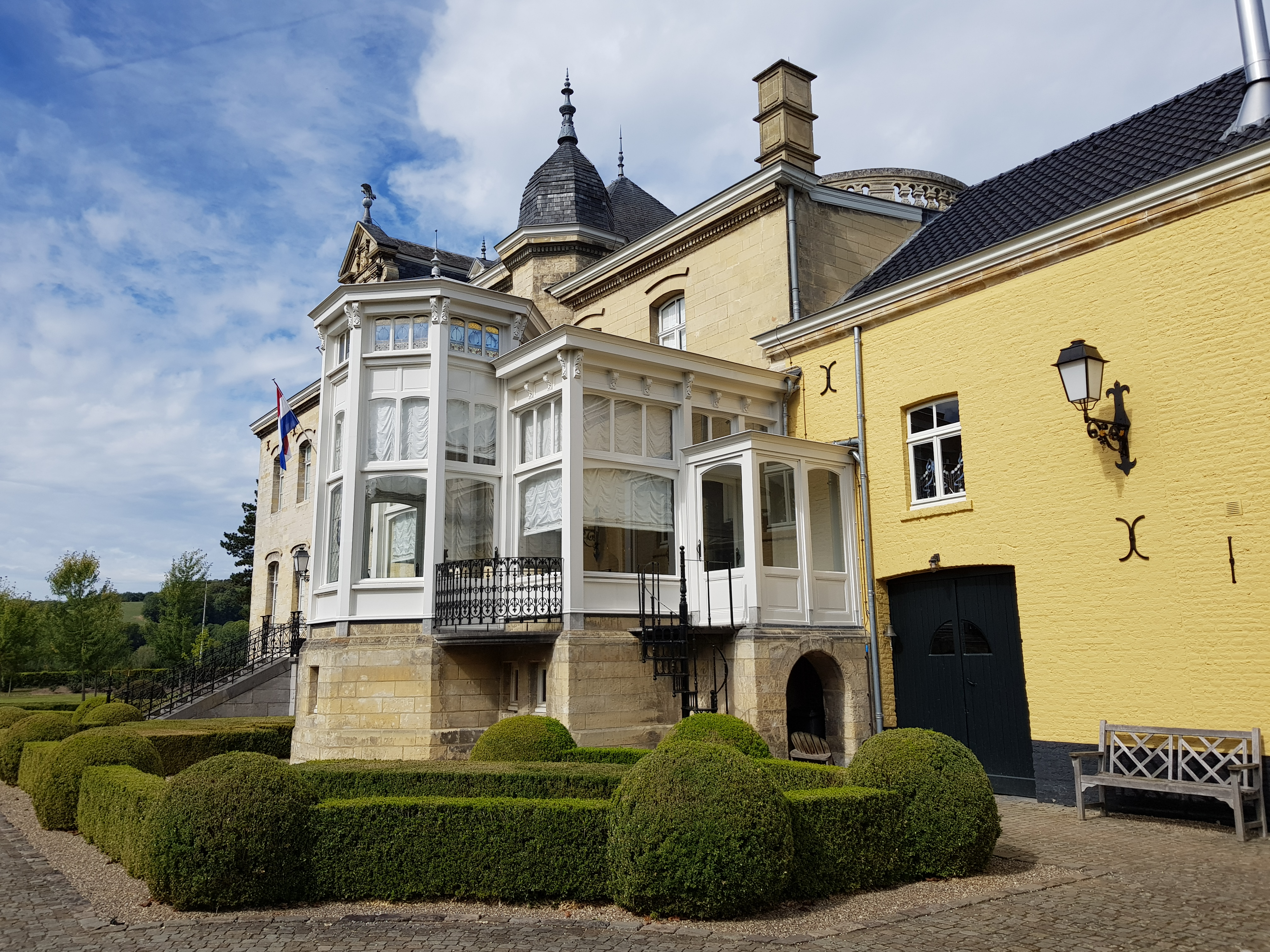
Detail voorzijde
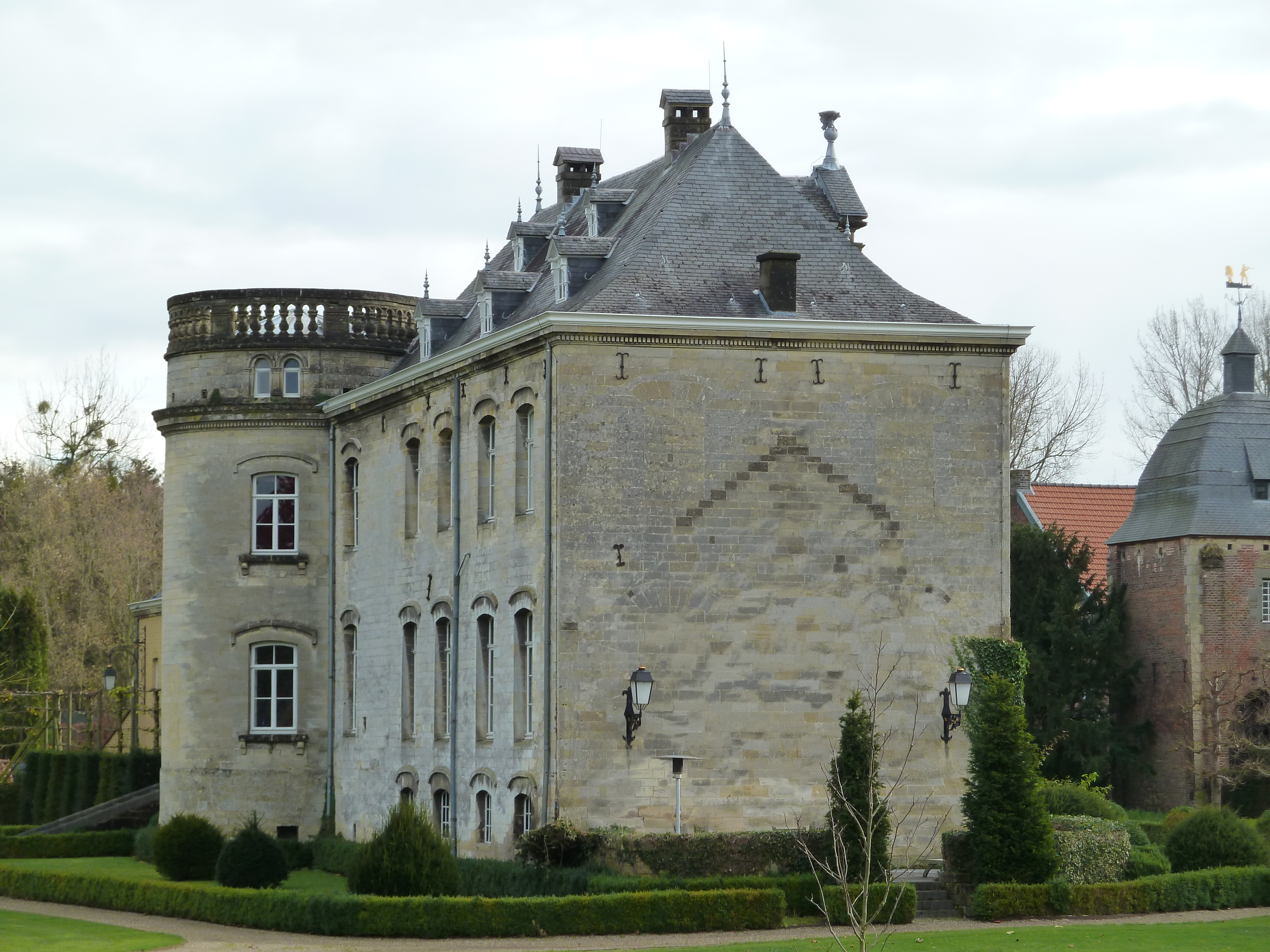
zijgevel
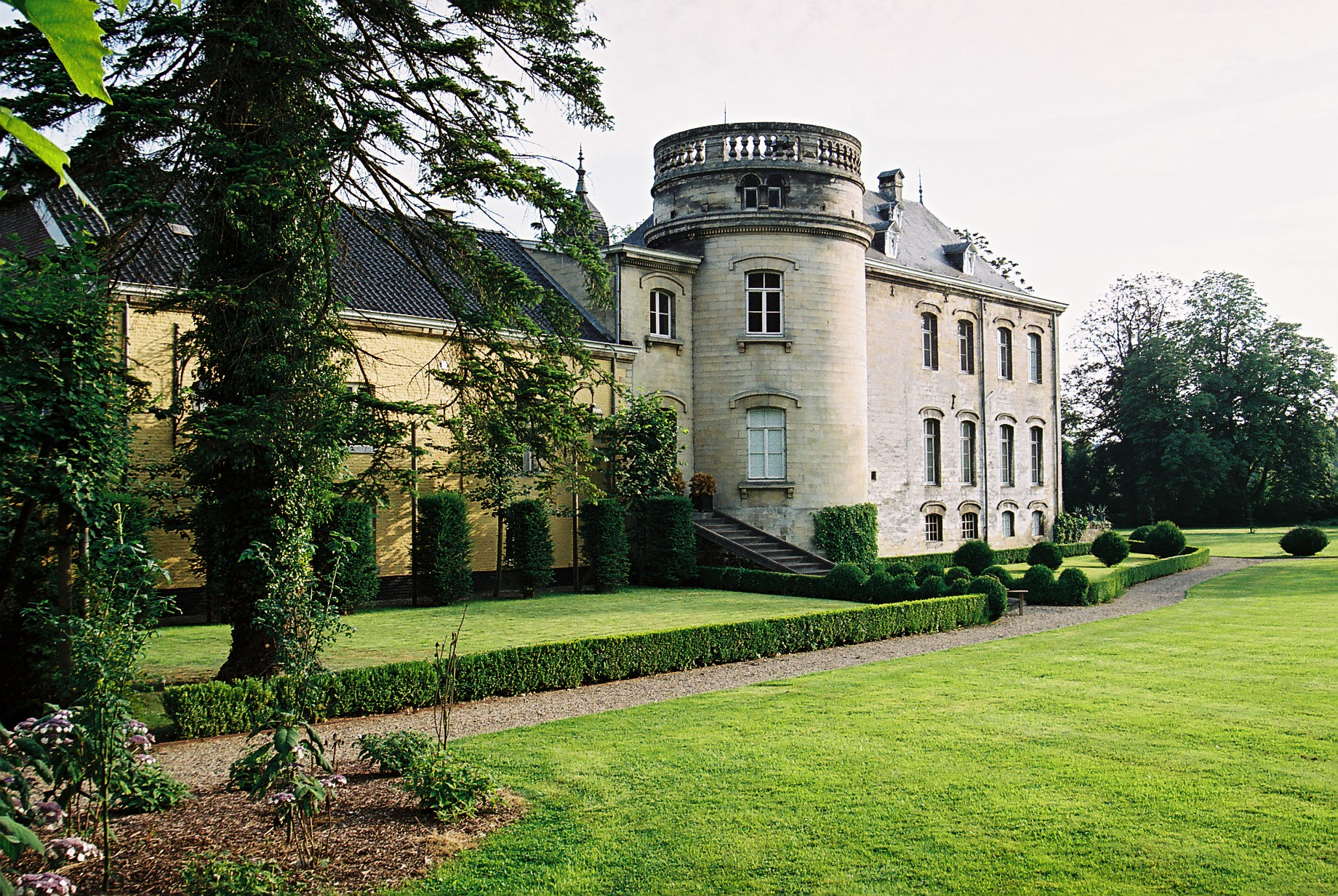
Achterzijde
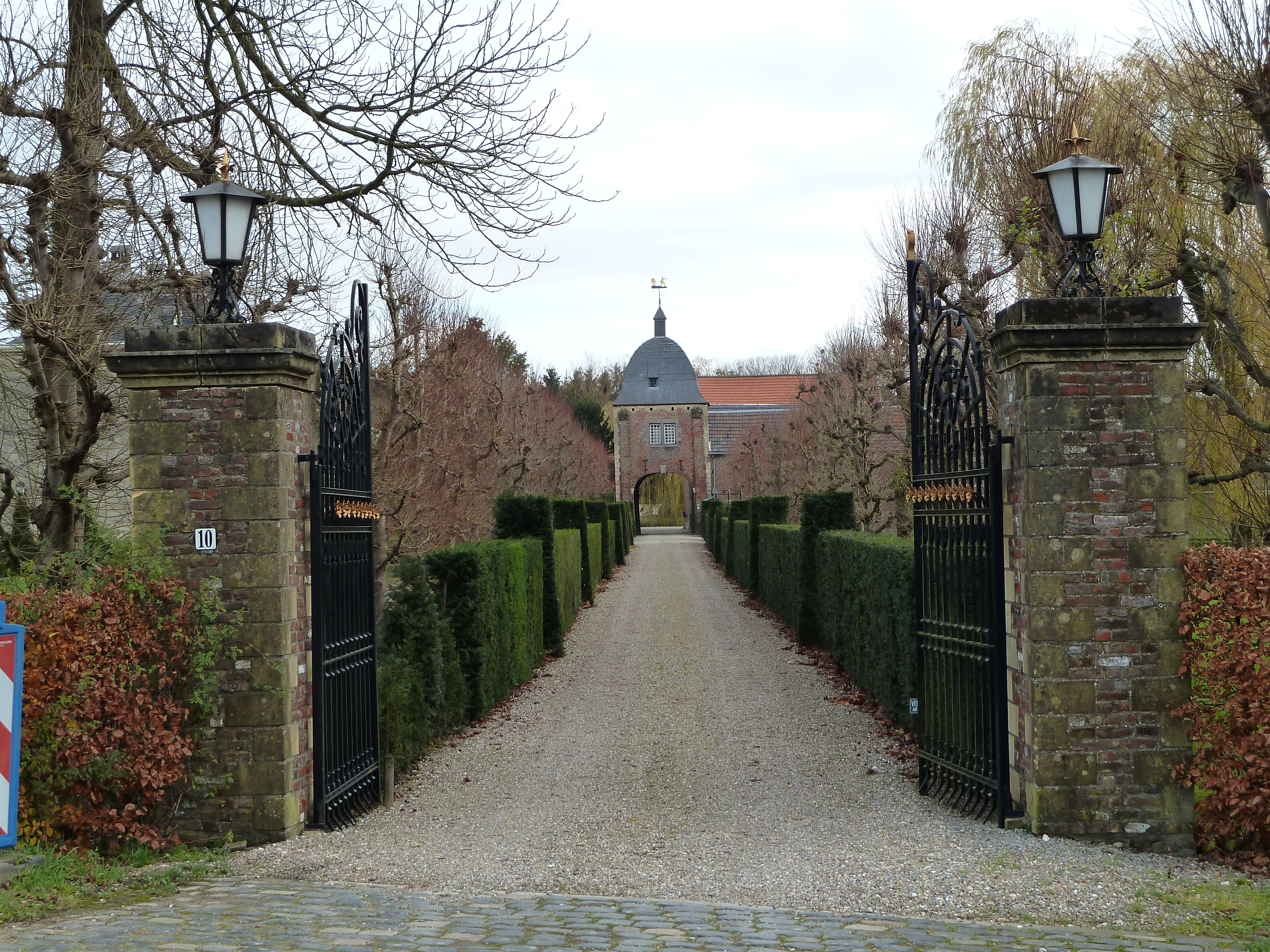
Oprijlaan
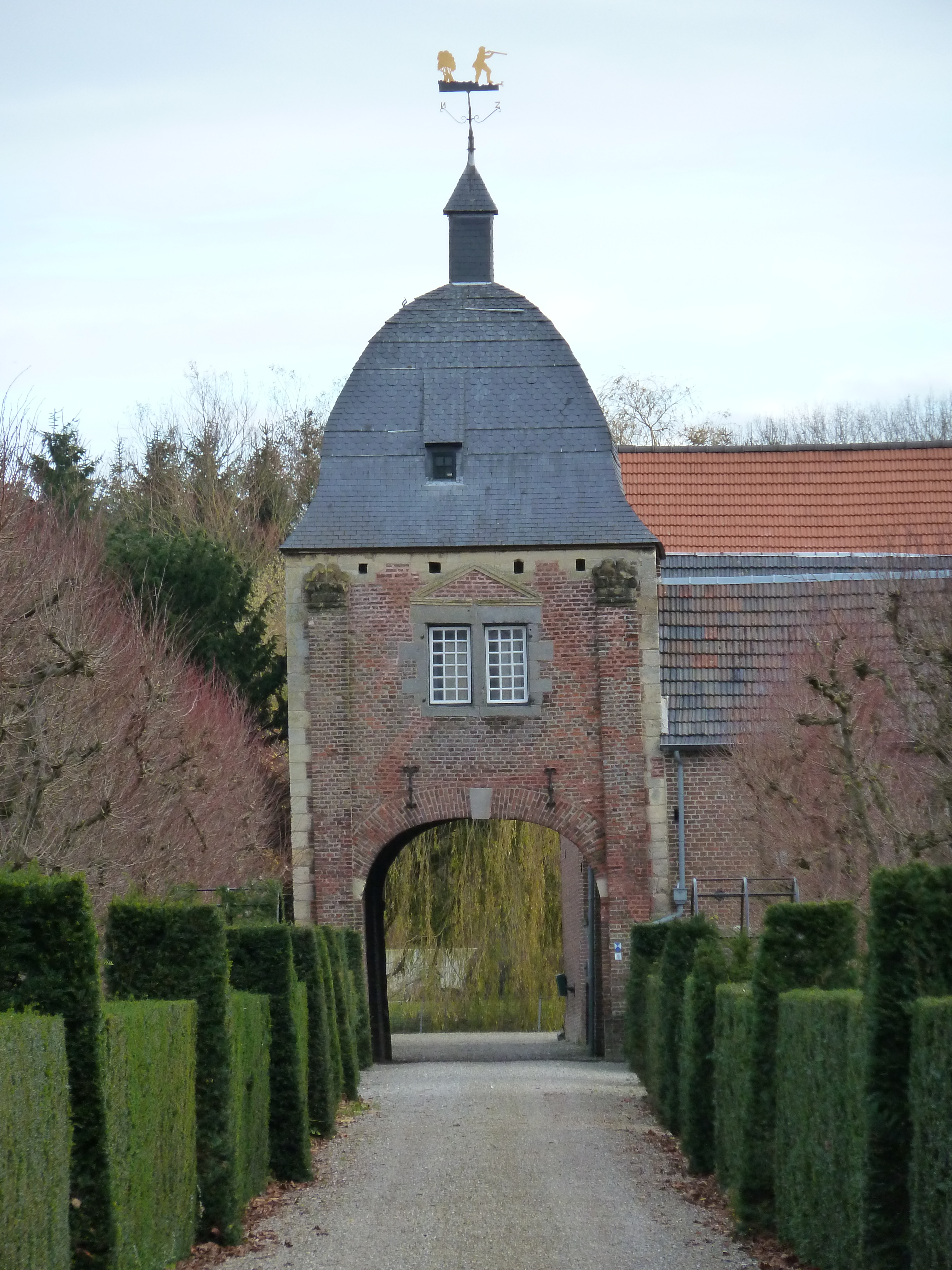
Poortgebouw
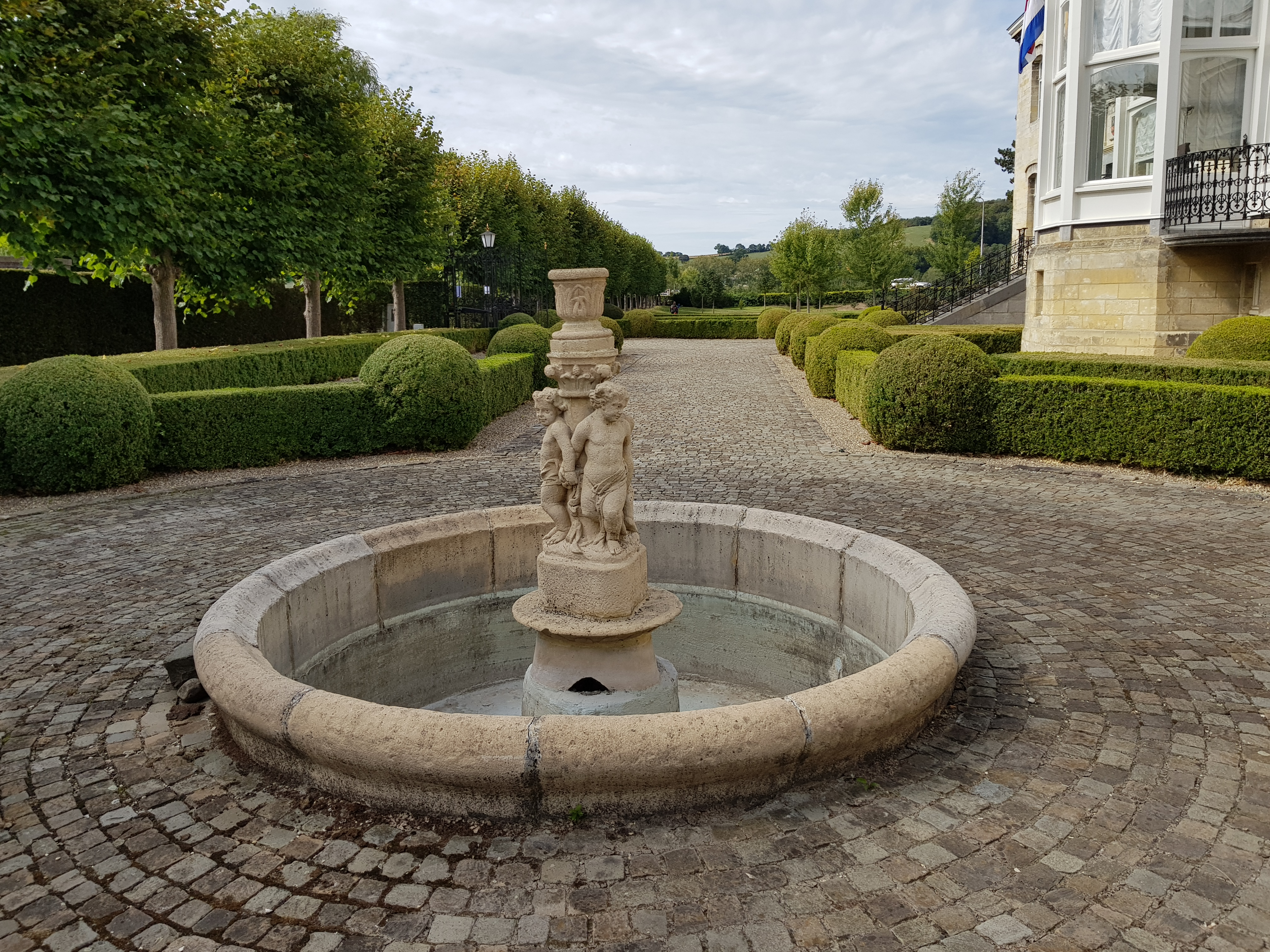
Vijver en hagen
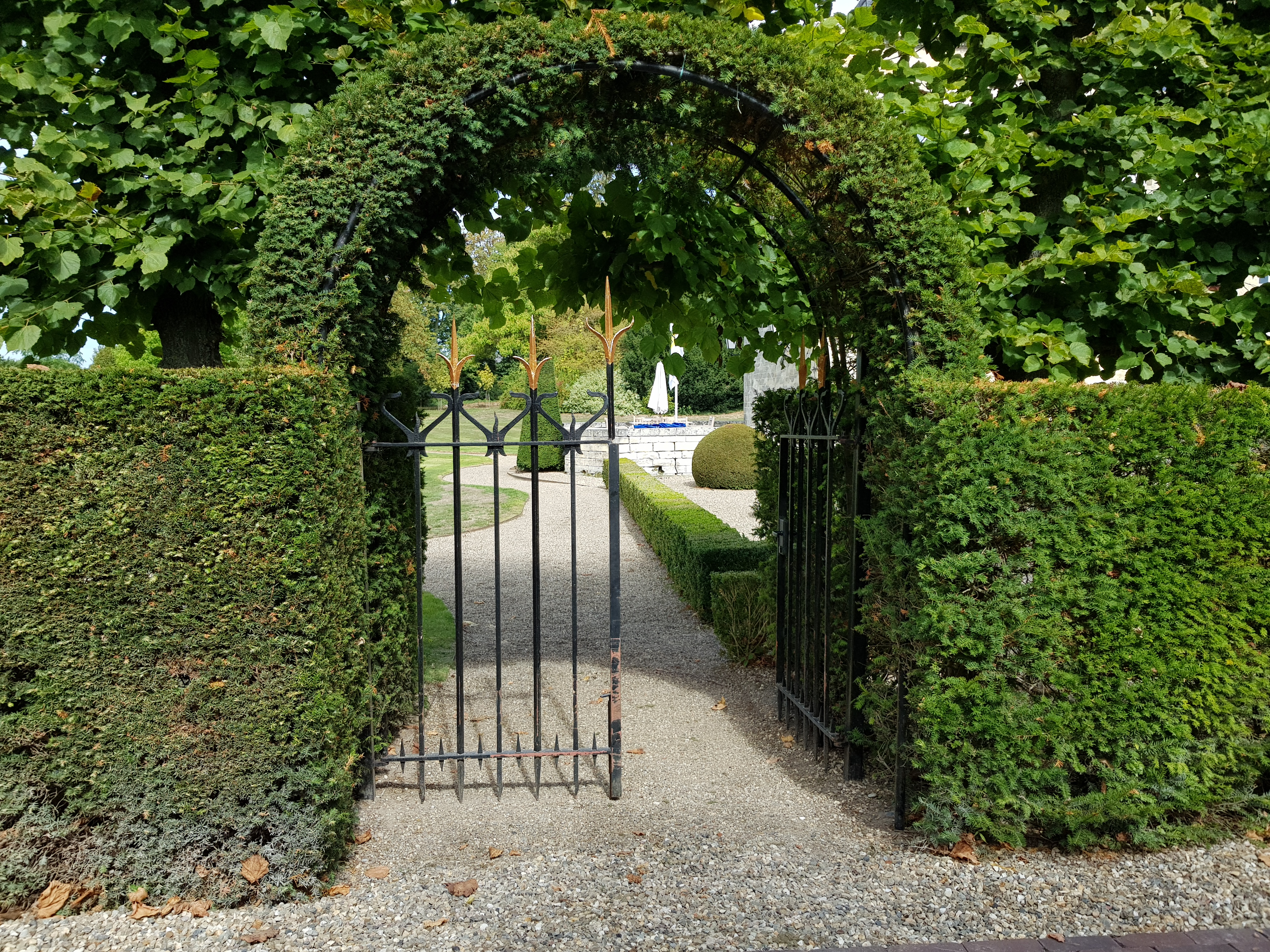
Detail tuinaanleg
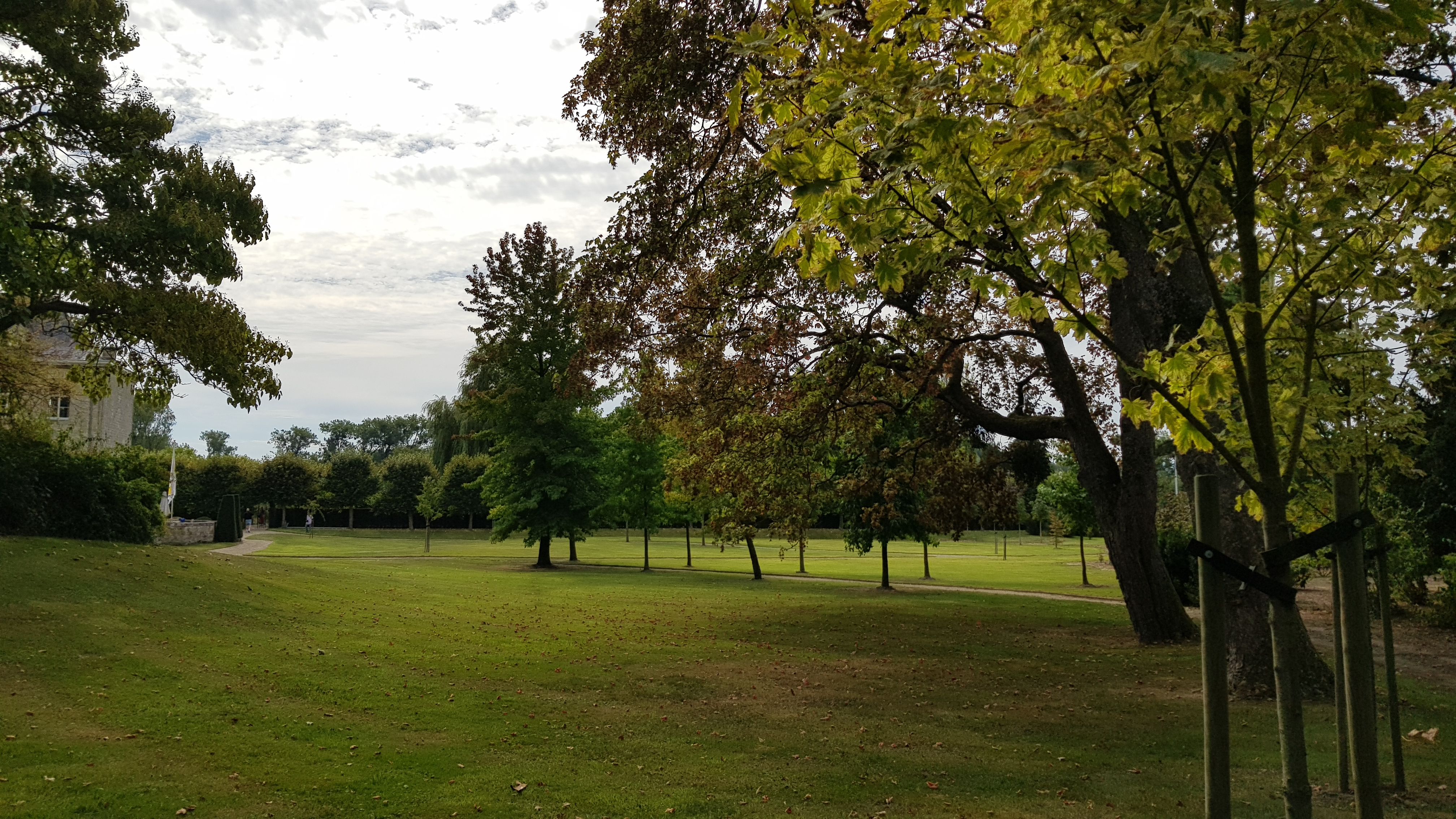
Parklandschap

Gracht Burggraaf · Kasteel Cartils ·  Kasteel Eys · Kasteel Goedenraad · Kasteel Groenendaal/Ophem · Kasteel Hurpesch · Kasteel Karsveld · Kasteel Neubourg · Kasteel Nijswiller · Kasteel Wijlre · Kasteel Wittem
Aerwinkel · Kasteel Afferden · Aldt Huys · Aldenborgh · Kasteel Aldenghoor · Aldenhoven · Alte Burg · Kasteel Amstenrade · Slot Annendael · Kasteel Arcen · Baersdonck · Bakvliet · Baronsberg · Baxhof · Beegden ·  Benzenrade · Kasteel De Berckt · Kasteel Bethlehem · Beusdaelshof · Binsfeld · Huis Blankenberg · Kasteel Bleijenbeek · Blitterswijck · Boerlo · Bolberg · Bollenberg · Kasteel De Bongard · Borggraaf · Kasteel d'Erp · Kasteel Borggraaf · Kasteel Borgharen · Kasteel Born · Huis Bree · Breust · Kasteel Broekhuizen · Broekhuizen · Gracht Burggraaf · Kasteel De Burght · Kasteel Cartils · Cloppenburg (Oost-Maarland) · Kasteel Cortenbach · Huis De Dael · Dammerscheid · Kasteel De Bockenhof · De Donck (Sevenum) · De Donck (Swolgen) · De Dorth ·  Huis ten Dijcken · Kasteel Doenrade · De Doom · Douve · Douvenrade · De Dries · Kasteel Erenstein · Kasteel Eijsden · Eijsden · Einrade · Kasteel Elsloo · Ensenbroek · Eperhuis · Etzenraderhuuske · Exaten · Kasteel Eijckholt · Kasteel Eyckholt · Eys · Gastendonck · Kasteel Genbroek · Gebroken Slot · Kasteel Geijsteren · Kasteel Op Genhoes · Kasteel Genhoes · Genneperhuis · Kasteel Het Geudje · Kasteel Geulle · Kasteel Geusselt · Geijsteren · Gen Heck · Ghoor · Kasteel Goedenraad · Kasteel Grasbroek · Kasteel Groenendaal · Groethof · Groot Paarlo · Kasteel van Gronsveld · De Gun ·Kasteel Haeren · Kasteel Den Halder · Heerlaer · Heeze · Heijen · 's-Herenanstel · Kasteel Hillenraad · Kasteel Hoensbroek · Hoenshuis · Holstrate · Holtmühle · Huize Holtum · Kasteel Horn · De Horst · Huys ter Horst · Ten Hove (Grathem) · Ten Hove (Panningen) · Huis Brias · Huis Darth ·  Kasteel Hurpesch · Kasteel Sint-Jansgeleen · Kasteel Jerusalem · Kasteel Kaldenbroek · Den Kamp · Kasteel Karsveld · Kasteel Keverberg · Klein Paarlo · Klimmender Huuske · De Kolck · Koppelberg · Laar · Landsfort · Kasteel Lemiers · Kasteelruïne Lichtenberg · Kasteel Limbricht · Lonesteyn · Huize Lovendael · Mazenburg · Kasteel van Meerlo · Kasteel Meerssenhoven · Meezenbroek · Kasteel van Mheer · Middelaar · Kasteel Millen · Kasteel Montfort · Movert · Mulrode · De Munt · Château Neercanne · Kasteel Neubourg · Nienghoor · Huis Nierhoven · Kasteel Nieuwenbroeck · Nije Huys · Kasteel Nijenborgh · Kasteel Nijswiller · Nijthuysen · Kasteel Obbicht · Oedenrade · Kasteel Ooijen · Kasteel Oost (Valkenburg) · Kasteel Oost (Oost-Maarland) · Kasteel Ouborg · Overen · Kasteel Passarts-Nieuwenhagen · Prickenis · Prinsenhof · Puth · De Putting · Raath · De Raay · Ravenhof · Kasteel Reijmersbeek · Kasteel van Rijckholt · Kasteel Rivieren · Rodenbroek · Rosendaal · Kasteel Schaesberg · Kasteel Schaloen · Te Scharen · Schenkenburg · Kasteel Scheres · De Spijker (Geijsteren) · De Spijker (Leeuwen) · Huis Severen · Sibberhuuske · Château St. Gerlach · Spraland · Huis De Spyker · Huize Stalberg · Stalberg (Wellerlooi) · De Steeg · Kasteel Stein · Steinhagen · Steenen Huis · Stoel van Swentibold · Strijthagen (Landgraaf) · Strijthagen (Welten) · Struyver · Kasteel Terborgh · Terlinden (Wijnandsrade) · Terveurdt · Ter Weyer · Kasteel Ter Worm · De Tombe · Huis De Torentjes · Triest · Trippaert · Kasteel Vaalsbroek · Kasteel Vaeshartelt · Valkenburg · Vliek · De Vroenhof · Vrijburg · Kasteel Wambach · Warenberg · Well · Weyershof ·  Wijlre · Kasteel Wijnandsrade · Wijnandsrade · Wijnantshof · Wissegracht · Huize Witham · Kasteel Wittem · Wolfrath · Wylre